# Then He Kissed Me
Then He Kissed Me è un brano musicale scritto da Phil Spector, Ellie Greenwich e Jeff Barry. La canzone, con la produzione di Spector, è stata incisa per la prima volta come singolo nel 1963 dal gruppo vocale femminile The Crystals.
Nel 2004, in questa versione, la canzone è stata inserita nella lista dei 500 migliori brani musicali secondo Rolling Stone alla posizione #493.

## Tracce
Singolo 7"
1. Then He Kissed Me
2. Brother Julius

## Versione dei Beach Boys
La canzone è stata rintitolata Then I Kissed Her dal gruppo The Beach Boys, che l'ha incisa nel 1965 e pubblicata nel 1967 come brano estratto dall'album Summer Days (And Summer Nights!!). La produzione in questa versione è di Brian Wilson.
Nella versione dei The Beach Boys, il testo, così come il titolo, è modificato dal punto di vista maschile.

### Tracce
- 7"

1. Then I Kissed Her
2. Mountain of Love

## Altre versioni e utilizzo nei media
- Nel 1965 il brano è stato registrato da Sonny & Cher per l'EP I Got You Babe.
- Nel 1976 è stato inciso dal gruppo britannico Hello per il loro album di debutto Keeps Us Off the Streets.
- I Kiss hanno inciso il brano nell'album Love Gun (1977) con il titolo Then She Kissed Me.
- Il brano è utilizzato nel film del 1990 Quei bravi ragazzi diretto da Martin Scorsese.
- Il brano è inoltre presente nel film Tutto quella notte (1987) di Chris Columbus.
- Durante una scena dell'episodio #378 de I Simpson (Marge e Homer fanno un gioco di coppia) del 2006, si può ascoltare il brano.
- Durante una scena del film Non succede...ma se succede (Long Shot) diretto da Jonathan Levine del 2019 è presente il brano.
- Il brano è presente nella scena d'apertura del film Netflix P.S. Ti amo ancora del 2020 ballato dalla protagonista Lara Jean.